# Andrzej Małecki (chemik)
Andrzej Lesław Małecki (ur. 25 września 1947 w Krakowie, zm. 20 stycznia 2019 tamże) – polski chemik, prof. dr. hab.

## Życiorys
W 1971 roku ukończył studia na Wydziale Matematyki, Fizyki i Chemii Uniwersytetu Jagiellońskiego. W 1975 uzyskał stopień doktora nauk chemicznych, w 1987 stopień doktora habilitowanego.18 marca 1999 uzyskał tytuł profesora nauk chemicznych. Został zatrudniony na stanowisku profesora zwyczajnego i kierownika w Katedrze Chemii Nieorganicznej na Wydziale Inżynierii Materiałowej i Ceramiki Akademii Górniczo-Hutniczej w Krakowie.
Był prezesem i wiceprezesem Stowarzyszenia Absolwentów Uniwersytetu Jagiellońskiego, przewodniczącym Polskiego Towarzystwa Kalorymetrii i Analizy Termicznej im. Wojciecha Świętosławskiego i członkiem Komitetu Chemii oraz Komisji Nauk Ceramicznych PAN. Pochowany na Cmentarzu Rakowickim.